# Aurelio Juri
Aurelio Juri (Pula, 27. srpnja 1949.), slovenski političar i novinar talijanskih korijena. Između 2008. i 2009. služio je kao zastupnik Europskoga parlamenta. Bio je utjecajni član socijalnih demokrata prije nego što je napustio stranku 2009. godine.
Juri je rođen u talijanskoj obitelji furlanskih korijena u Puli u Hrvatskoj, tada dijelu bivše Jugoslavije. Proveo je djetinjstvo u slovenskom obalnom gradu Kopru gdje je započeo svoju političku karijeru u Komunističkoj partiji Slovenije. Godine 1978. postao je gradski vijećnik. Kao gorljivi zastupnik reformističkog krila partije predvođenog Milanom Kučanom, postao je članom Centralnoga komiteta Komunističke partije Slovenije 1989., godinu dana prije demokratskih promjena u Sloveniji. Između 1986. i 1990. također je službovao kao predsjednik autonomne organizacije Talijanske zajednice u Kopru.